# 2001 у відеоіграх

## Події

### Великі релізи
- 15 березня — Egmont Group[en] випускає пригодницьку action RPG Gothic, яка стала початком однойменної серії.
- 23 березня — Gathering of Developers випускає в США шутер від першої особи Serious Sam: The First Encounter, який розробила хорватська компанія Croteam для платформи Windows. У Франції гра виходить 11 квітня, в Росії 29 серпня.[1]
- 25 березня — Electronic Arts випускає гру в жанрі симулятор бога Black & White, яку розробила компанія Lionhead Studios.
- 12 квітня — Руссобит-М випускає гру RTS Козаки: Європейські війни для платформи Windows, яку розробила українська компанія GSC Game World. Раніше гра вийшла 30 листопада 2000 року в Німеччині, в Великій Британії гра вийшла 30 березня, в США 24 квітня цього року.[2]
- 19 липня — Square випускає в Японії васну розробку — консольну рольову гру Final Fantasy X для платформи PlayStation 2. В США гра вийшла 20 грудня.
- 19 листопада — Activision випускає шутер від першої особи Return to Castle Wolfenstein, продовження серії Wolfenstein на новому якісному рівні.
- Березень — Disney's Aladdin in Nasira's Revenge (PlayStation)
- 2001 — Disney's Aladdin in Nasira's Revenge (Windows)

## Бізнес
2001 — заснована Bethesda Game Studios